# Amati Ensemble München
Das Amati Ensemble München ist ein professionelles Streichorchester aus München.

## Das Orchester
Das Streichorchester Amati Ensemble München wurde 1990 in München gegründet und wird seit 2012 von dem Dirigenten Jan Pogány geleitet, der nach seinem Studium an der Musikhochschule in München als Dirigent, Konzert-Cellist und  Komponist tätig ist. Über 30 Orchestermusiker spielen auf nationalen und internationalen Bühnen hochrangige Konzerte sowie das Streich- und Kammerorchester-Kernrepertoire. Das Orchester ist auf großen Bühnen und Veranstaltungen in ganz Europa aufgetreten und hat Aufnahmen für Film, Fernsehen und mehrere CDs gemacht.